# Synchlora leucoceraria
Synchlora leucoceraria là một loài bướm đêm trong họ Geometridae.